# Revival (álbum de Eminem)
Revival (estilizado RƎVIVAL, en español: Renacimiento) es el noveno álbum de estudio del cantante y compositor estadounidense Eminem. Fue lanzado el 15 de diciembre de 2017 por Aftermath, Shady Records, e Interscope. El álbum cuenta con 19 canciones y colaboraciones de Ed Sheeran, Beyoncé, P!nk, Alicia Keys, Skylar Grey, Phresher, X Ambassadors y Kehlani.
--Antecedentes--
Inicios de 2017, justo 4 años después del lanzamiento su ultimo disco en solitario (The Marshall Mathers Lp), Mathers parecía dan indicios del lanzamiento de un nuevo álbum, por todas las calles de Estados Unidos, se empezaba a hacer alusión a la salida de un nuevo medicamento llamado "RƎVIVAL". Posteriormente saldría un comercial sobre este supuesto medicamento, el cual, se administraba por medio del canal auditivo, dicho medicamento trata supuestamente "Atrox Rithimus" (en español "terrible rima") siendo una metáfora sobre las canciones repetitivas y sin creatividad de varios artistas en ese momento como Lil Pump, Migos y Lil Xan.
En el comercial se hacen referencia fragmentos de la canción "Lose Yourself" de Eminem, "RƎVIVAL" se enfocaba en curar las pobre música comercial "Mumble Rap". "RƎVIVAL" abrió una página en la que se respondían algunas preguntas frecuentes, sobre como que síntomas tendría en el organismo, especialmente "Si la medicina tiene un reacción negativa en el paciente, se debe acudir inmediatamente a un doctor", siendo una especie de insinuación a que, si el disco no tenía un buen recibimiento, se debía acudir a Dr. Dre.
Durante los siguientes meses se comenzó a especular sobre el track list del disco, esto acompañado de varias cosas, como la elección presidencial y la intimidarte imagen que Marshall había adquirido durante los siguientes meses, esto hizo que las expectativas se elevaran. Muchos seguidores esperaban un disco potente y más cargado de adrenalina, como si fuera una combinación de Relapse (2009) y The Marshall Mathers Lp (2000).
-- Sencillos --
Todas las expectativas quedaron desplazadas con el lanzamiento de sencillo principal "Walk On Water" (=10 de noviembre de 2017=), donde todo quedó claro, el disco estaba destinado a un público distinto al anterior. Este disco marco un punto de inflexión en la carrera de Mathers. El álbum mostró un enfoque más maduro y reflexivo con una mezcla de rap político y personal.

## Recepción crítica
Revival tuvo pésima recepción por parte de los fanes y la crítica, siendo considerado uno de los peores de su año y uno de los trabajos más vagos del rapero detroitino.

## Lista de canciones
| N.º | Título                              | Escritor(es)     | Producer(s)       | Duración |  |
| 1.  | «Walk on Water» (con Beyoncé)       | Marshall Mathers | Rick Rubin        | 5:04     |  |
| 2.  | «Believe»                           | Mathers          | Alex da Kid       | 5:15     |  |
| 3.  | «Chloraseptic» (con Phresher)       | Mathers          | Mr. Porter        | 5:01     |  |
| 4.  | «Untouchable»                       | Mathers          | Mr. Porter        | 6:10     |  |
| 5.  | «River» (con Ed Sheeran)            | Mathers          | Haynie            | 3:41     |  |
| 6.  | «Remind Me (Intro)»                 | Mathers          | Alex da Kid       | 0:26     |  |
| 7.  | «Remind Me»                         | Mathers          | Rick Rubin        | 3:45     |  |
| 8.  | «Revival (Interlude)»               | Mathers          | Frequency, Aalias | 0:51     |  |
| 9.  | «Like Home» (featuring Alicia Keys) | Mathers          | Alex da Kid       | 4:05     |  |
| 10. | «Bad Husband» (con X Ambassadors)   | Mathers          | Alex da Kid       | 4:47     |  |
| 11. | «Tragic Endings» (con Skylar Grey)  | Mathers          | Alex da Kid       | 4:12     |  |
| 12. | «Framed»                            | Mathers          |                   | 4:13     |  |
| 13. | «Nowhere Fast» (con Kehlani)        | Mathers          |                   | 4:24     |  |
| 14. | «Heat»                              | Mathers          | Rick Rubin        | 4:10     |  |
| 15. | «Offended»                          | Mathers          | illa Da Producer  | 5:20     |  |
| 16. | «Need Me» (con Pink)                | Mathers          | Alex da Kid       | 4:25     |  |
| 17. | «In Your Head»                      | Mathers          | Scram Jones       | 3:02     |  |
| 18. | «Castle»                            | Mathers          | Andres Fajardo    | 4:14     |  |
| 19. | «Arose»                             | Mathers          |                   | 4:34     |  |